# Ascomorphella volvocicola
Ascomorphella volvocicola är en hjuldjursart som först beskrevs av Plate 1886.  Ascomorphella volvocicola ingår i släktet Ascomorphella och familjen Trichocercidae. Arten är reproducerande i Sverige. Inga underarter finns listade i Catalogue of Life.